# Bollezeele

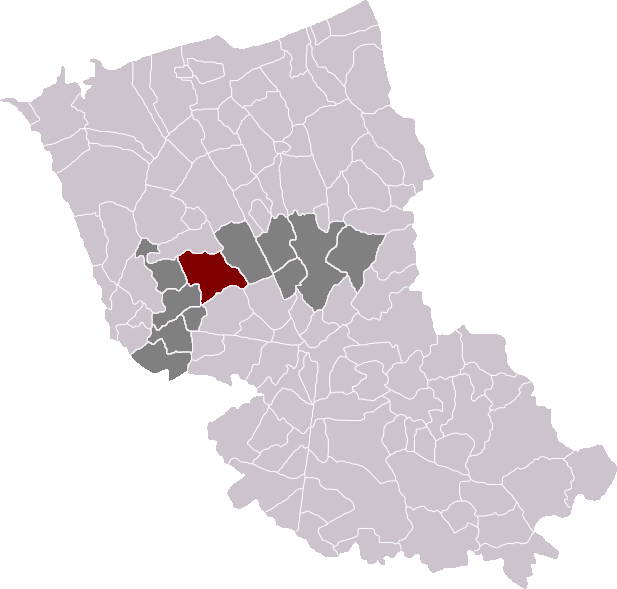
Localització de Bollezeele

Bollezeele (en neerlandès Bollezele, en flamenc occidental Bollezele) és un municipi francès, situat a la regió dels Alts de França, al departament del Nord, que forma part de la Westhoek. L'any 2006 tenia 1.382 habitants. Limita al nord amb Eringhem, a l'oest amb Merckeghem, a l'est amb Zegerscappel, al sud-oest amb Volckerinckhove, al sud-est amb Arnèke i al sud amb Broxeele i Rubrouck.

## Demografia
| Evolució de la població Cassini i INSEE |       |       |       |       |       |       |       |       |
| 1793                                    | 1800  | 1806  | 1821  | 1831  | 1836  | 1841  | 1846  | 1851  |
| 1 258                                   | 1 383 | 1 539 | 1 588 | 1 662 | 1 708 | 1 740 | 1 800 | 1 769 |

| 1856  | 1861  | 1866  | 1872  | 1876  | 1881  | 1886  | 1891  | 1896  |
| ----- | ----- | ----- | ----- | ----- | ----- | ----- | ----- | ----- |
| 1 732 | 1 718 | 1 776 | 1 811 | 1 815 | 1 798 | 1 805 | 1 700 | 1 649 |

| 1901  | 1906  | 1911  | 1921  | 1926  | 1931  | 1936  | 1946  | 1954  |
| ----- | ----- | ----- | ----- | ----- | ----- | ----- | ----- | ----- |
| 1 620 | 1 591 | 1 585 | 1 550 | 1 560 | 1 543 | 1 562 | 1 506 | 1 463 |

| 1962  | 1968  | 1975  | 1982  | 1990  | 1999  | 2006 | 2011 | 2016 |
| ----- | ----- | ----- | ----- | ----- | ----- | ---- | ---- | ---- |
| 1 439 | 1 389 | 1 328 | 1 500 | 1 476 | 1 382 | -    | -    | -    |

| 2019 | - | - | - | - | - | - | - | - |
| ---- | - | - | - | - | - | - | - | - |
| -    | - | - | - | - | - | - | - | - |

## Administració
| Període | Identitat             | Partit |
| ------- | --------------------- | ------ |
| 2001-   | Marie-Joseph Dubreucq |        |